# Mannschaftskader der I liga (Schach) 1980
Die Liste der Mannschaftskader der I liga (Schach) 1980 enthält alle Spieler, die in der I liga der polnischen Mannschaftsmeisterschaft im Schach 1980 mindestens einmal eingesetzt wurden, mit ihren Ergebnissen.

## Allgemeines
Während Skra-Komobex Częstochowa mit sieben eingesetzten Spielern auskam, spielten bei Hetman Wrocław und Karpaty Krosno je zehn Spieler mindestens eine Partie. Insgesamt kamen 99 Spieler zum Einsatz, von 41 keinen Wettkampf versäumten.
Punktbeste Spielerin war Grażyna Szmacińska (Anilana Łódź) mit 9,5 Punkten aus 11 Partien. Aleksander Sznapik (Maraton Warszawa) und Bogusław Borysiak (Legion Warszawa) erreichten je 8,5 Punkte aus 11 Partien. Mit Leszek Plaskota (Legion Warszawa) und Michał Praszak (Avia Świdnik) erreichten zwei Spieler 100 %, beide spielten je eine Partie.

## Legende
Die nachstehenden Tabellen enthalten folgende Informationen:
- Nr.: Ranglistennummer; ein zusätzliches „W“ bezeichnet Frauen
- Titel: FIDE-Titel zum Zeitpunkt des Turniers; GM = Großmeister, IM = Internationaler Meister, FM = FIDE-Meister, WIM = Internationale Meisterin der Frauen
- Elo: Elo-Zahl vom 1. Januar 1980 oder aus der Ergänzungsliste vom 1. Juli 1980; bei Spielern ohne Elo-Zahl ist die nationale Wertung eingeklammert angegeben
- Pkt.: Anzahl der erreichten Punkte
- Partien: Anzahl der gespielten Partien

## WKSz Legion Warszawa
| Nr. | Titel | Name               | Elo    | Pkt. | Partien |
| --- | ----- | ------------------ | ------ | ---- | ------- |
| 1   | IM    | Jan Adamski        | 2410   | 5,5  | 11      |
| 2   | IM    | Andrzej Filipowicz | 2390   | 4,5  | 11      |
| 3   | FM    | Rafał Marszałek    | 2385   | 6    | 10      |
| 4   |       | Bogusław Borysiak  | (2130) | 8,5  | 11      |
| 5   |       | Roman Hass         | (2100) | 3,5  | 6       |
| 6   |       | Wiktor Matkowski   | (2118) | 2,5  | 5       |
| 7   |       | Leszek Plaskota    | (1900) | 1    | 1       |
| W1  |       | Agnieszka Brustman | 2010   | 7    | 11      |

## FKS Avia Świdnik
| Nr. | Titel | Name              | Elo  | Pkt. | Partien |
| --- | ----- | ----------------- | ---- | ---- | ------- |
| 1   | IM    | Krzysztof Pytel   | 2450 | 6,5  | 10      |
| 2   | IM    | Zbigniew Szymczak | 2375 | 7    | 11      |
| 3   |       | Marek Hawełko     | 2320 | 6    | 11      |
| 4   |       | Zbigniew Księski  | 2345 | 7,5  | 11      |
| 5   |       | Tadeusz Lipski    | 2330 | 8    | 11      |
| 6   |       | Michał Praszak    | 2205 | 1    | 1       |
| W1  | WIM   | Bożena Pytel      | 2035 | 2,5  | 5       |
| W2  |       | Irena Kasprzyk    | 1995 | 3    | 6       |

## KS Maraton Warszawa
| Nr. | Titel | Name                | Elo    | Pkt. | Partien |
| --- | ----- | ------------------- | ------ | ---- | ------- |
| 1   | IM    | Aleksander Sznapik  | 2460   | 8,5  | 11      |
| 2   | GM    | Włodzimierz Schmidt | 2430   | 6    | 11      |
| 3   |       | Andrzej Adamski     | 2350   | 7    | 9       |
| 4   | IM    | Stefan Witkowski    | 2290   | 5    | 10      |
| 5   | IM    | Romuald Grąbczewski | 2350   | 5,5  | 9       |
| 6   |       | Marian Ziembiński   | 2265   | 1,5  | 4       |
| 7   |       | Stefan Brzózka      | (2156) | 0    | 1       |
| W1  |       | Elżbieta Kowalska   | 1980   | 3    | 11      |

## KS Anilana Łódź
| Nr. | Titel | Name                | Elo    | Pkt. | Partien |
| --- | ----- | ------------------- | ------ | ---- | ------- |
| 1   |       | Witold Balcerowski  | 2340   | 3,5  | 11      |
| 2   | FM    | Waldemar Świć       | 2370   | 6    | 11      |
| 3   |       | Tadeusz Żółtek      | 2345   | 6    | 11      |
| 4   |       | Tomasz Rakowiecki   | 2280   | 6,5  | 11      |
| 5   |       | Zbigniew Bator      | 2230   | 2    | 5       |
| 6   |       | Romuald Grzelak     | (2080) | 2,5  | 5       |
| 7   |       | Mieczysław Bakalarz | (2065) | 0    | 1       |
| W1  | WIM   | Grażyna Szmacińska  | 2155   | 9,5  | 11      |

## KS Skra-Komobex Częstochowa
| Nr. | Titel | Name              | Elo    | Pkt. | Partien |
| --- | ----- | ----------------- | ------ | ---- | ------- |
| 1   |       | Roman Tomaszewski | 2365   | 4    | 11      |
| 2   |       | Jacek Flis        | 2275   | 5,5  | 11      |
| 3   |       | Tomasz Giżyński   | (2119) | 6,5  | 11      |
| 4   |       | Tadeusz Karpik    | (2133) | 1    | 4       |
| 5   |       | Bogusław Sygulski | (2119) | 6    | 11      |
| 6   |       | Artur Sygulski    | (1900) | 5,5  | 7       |
| W1  |       | Bożena Sikora     | 2060   | 6,5  | 11      |

## HKS Hutnik Warszawa
| Nr. | Titel | Name                   | Elo    | Pkt. | Partien |
| --- | ----- | ---------------------- | ------ | ---- | ------- |
| 1   |       | Jerzy Konikowski       | 2350   | 3,5  | 9       |
| 2   |       | Krzysztof Pańczyk      | 2310   | 6,5  | 11      |
| 3   |       | Henryk Petryk          | 2255   | 4    | 11      |
| 4   |       | Zbigniew Sęk           | (2156) | 4    | 8       |
| 5   |       | Kazimierz Marcinkowski | 2245   | 3    | 7       |
| 6   |       | Krzysztof Sznapik      | (2070) | 5,5  | 8       |
| 7   |       | Andrzej Pietrow        | (1900) | 0    | 1       |
| W1  |       | Elżbieta Sosnowska     | 1990   | 6,5  | 11      |

## KKS Polonia Warszawa
| Nr. | Titel | Name               | Elo    | Pkt. | Partien |
| --- | ----- | ------------------ | ------ | ---- | ------- |
| 1   |       | Adam Kuligowski    | 2405   | 7    | 11      |
| 2   | IM    | Władysław Schinzel | 2385   | 6    | 10      |
| 3   |       | Robert Bugajski    | 2290   | 1,5  | 8       |
| 4   |       | Mirosław Sarwiński | 2235   | 6    | 10      |
| 5   |       | Stefan Dejkało     | (2069) | 6,5  | 10      |
| 6   |       | Marek Kolasiński   | (2106) | 2,5  | 6       |
| W1  |       | Iwona Jezierska    | 1965   | 2,5  | 7       |
| W2  |       | Alicja Górna       | (1800) | 0    | 4       |

## KS Łączność Bydgoszcz
| Nr. | Titel | Name                 | Elo    | Pkt. | Partien |
| --- | ----- | -------------------- | ------ | ---- | ------- |
| 1   | IM    | Jerzy Pokojowczyk    | 2380   | 4,5  | 11      |
| 2   |       | Andrzej Maciejewski  | 2370   | 5,5  | 11      |
| 3   |       | Adam Kaczmarek       | (2111) | 4,5  | 7       |
| 4   |       | Wiesław Czerniakow   | (2046) | 0,5  | 4       |
| 5   |       | Waldemar Jagodziński | (2060) | 7    | 11      |
| 6   |       | Grzegorz Chrapkowski | 2250   | 4    | 9       |
| 7   |       | Jan Rogalewicz       | (2055) | 0,5  | 2       |
| W1  |       | Hanna Jagodzińska    | 1945   | 5,5  | 11      |

## KS Górnik 09 Mysłowice
| Nr. | Titel | Name                   | Elo    | Pkt. | Partien |
| --- | ----- | ---------------------- | ------ | ---- | ------- |
| 1   |       | Włodzimierz Kruszyński | 2350   | 5    | 11      |
| 2   |       | Stanisław Kostyra      | 2295   | 4    | 11      |
| 3   |       | Marian Twardoń         | 2325   | 6,5  | 11      |
| 4   |       | Tadeusz Tomalczyk      | (2142) | 4,5  | 9       |
| 5   |       | Zbigniew Kwiecień      | (2075) | 1    | 3       |
| 6   |       | Henryk Sobura          | (2063) | 0,5  | 3       |
| 7   |       | Aleksander Matwiejszyn | (2088) | 3,5  | 7       |
| W1  |       | Hanna Grabczyńska      | 1895   | 5    | 11      |

## KKS Hetman Wrocław
| Nr. | Titel | Name                  | Elo    | Pkt. | Partien |
| --- | ----- | --------------------- | ------ | ---- | ------- |
| 1   |       | Franciszek Borkowski  | 2360   | 5    | 11      |
| 2   |       | Zbigniew Jaśnikowski  | 2325   | 7    | 11      |
| 3   |       | Cezary Balicki        | (2166) | 2    | 8       |
| 4   |       | Władysław Pojedziniec | 2270   | 1,5  | 3       |
| 5   |       | Janusz Żyła           | 2250   | 2    | 7       |
| 6   |       | Marek Świerczewski    | 2235   | 4    | 8       |
| 7   |       | Janusz Śledziewski    | 2270   | 4    | 5       |
| 8   |       | Donat Brzezicki       | (2100) | 0,5  | 2       |
| W1  |       | Zofia Kasińska        | 1810   | 3,5  | 8       |
| W2  |       | Hinda Śledziewska     | (1800) | 0    | 3       |

## KKS Karpaty Krosno
| Nr. | Titel | Name            | Elo    | Pkt. | Partien |
| --- | ----- | --------------- | ------ | ---- | ------- |
| 1   | IM    | Ryszard Skrobek | 2350   | 5,5  | 11      |
| 2   |       | Konrad Kojder   | 2430   | 5,5  | 11      |
| 3   |       | Józef Gromek    | 2325   | 5,5  | 11      |
| 4   |       | Janusz Mamrot   | (2049) | 1,5  | 6       |
| 5   |       | Jerzy Borcz     | (2045) | 4    | 10      |
| 6   |       | Andrzej Danysz  | (1996) | 0    | 1       |
| 7   |       | Marek Galewicz  | (1979) | 0    | 1       |
| 8   |       | Maciej Wojtczak | (1900) | 1    | 3       |
| 9   |       | Andrzej Szelc   | (1700) | 0    | 1       |
| W1  |       | Ewa Nagrocka    | 1855   | 6,5  | 11      |

## 1893 KKSz-Hutnik Kraków
| Nr. | Titel | Name               | Elo    | Pkt. | Partien |
| --- | ----- | ------------------ | ------ | ---- | ------- |
| 1   | IM    | Jerzy Kostro       | 2365   | 4,5  | 10      |
| 2   |       | Henryk Piskorz     | 2240   | 2,5  | 6       |
| 3   |       | Adam Hachaj        | 2215   | 2    | 11      |
| 4   |       | Maciej Jachimczyk  | (2097) | 5    | 10      |
| 5   |       | Piotr Sanetra      | (2035) | 2    | 7       |
| 6   |       | Zbigniew Węglowski | (1949) | 0,5  | 3       |
| 7   |       | Tadeusz Wesołowski | (1900) | 1    | 8       |
| W1  |       | Anna Jurczyńska    | 2050   | 5    | 11      |